# Anthony Carter (Fußballspieler)
Anthony Carter (* 31. August 1994 in Melbourne) ist ein australisch-italienischer Fußballspieler.

## Karriere
Anthony Carter erlernte das Fußballspielen in der Genova International School of Soccer im italienischen Genua sowie in der Jugendmannschaft vom CFR Cluj im rumänischen Cluj-Napoca. Beim CFR unterschrieb er am 1. März 2013 seinen ersten Vertrag. Der Verein spielte in der höchsten rumänischen Liga, der Liga 1. Von Mitte August 2014 bis Ende Dezember 2014 wurde er an den Drittligisten Sănătatea Cluj, der ebenfalls in Cluj-Napoca beheimatet ist, ausgeliehen. Ende August 2016 zog es ihn nach Portugal. Hier nahm ihn der in der dritten Liga, der Campeonato Nacional de Seniores, spielende CD Trofense unter Vertrag. Für den Verein aus Trofa absolvierte er 39 Spiele und schoss dabei 18 Tore. Im Januar 2018 nahm ihn Benfica Lissabon B unter Vertrag. Mit dem Verein aus Lissabon spielte er 13-mal in der zweiten Liga, der Segunda Liga. Académico de Viseu FC, der ebenfalls in der zweiten Liga spielte, nahm ihn am 1. Juli 2019 unter Vertrag. Für den Verein aus Viseu traf er 13-mal in 52 Zweitligaspielen. Am 1. Juli 2021 zog es ihn nach Thailand, wo er einen Vertrag beim Erstligisten Bangkok United unterschrieb. Für den Verein aus der Hauptstadt Bangkok stander 19-mal in der ersten Liga auf dem Spielfeld. Nach der Saison wurde sein Vertrag nicht verlängert. Im Juli 2022 kehrte er nach Australien zurück. Hier unterschrieb er in Sydney einen Vertrag beim Erstligisten Macarthur FC.